# Итажуба (микрорегион)

Итажуба на карте.

Итажуба (порт. Microrregião de Itajubá) — микрорегион в Бразилии, входит в штат Минас-Жерайс. Составная часть мезорегиона Юг и юго-запад штата Минас-Жерайс. 
Население составляет 	189 193	 человека (на 2010 год). Площадь — 	2984,831	 км². Плотность населения — 	63,38	 чел./км².

## Демография
Согласно сведениям, собранным в ходе переписи 2010 г. Национальным институтом географии и статистики (IBGE), население микрорегиона составляет:						
| Полное население                             | Полное население                             | Полное население                             | Полное население                             | 189 193 |
| -------------------------------------------- | -------------------------------------------- | -------------------------------------------- | -------------------------------------------- | ------- |
| в том числе:                                 | Городское население                          | 139 512                                      | Процент городского населения, %              | 73,74   |
|                                              | Сельское население                           | 49 681                                       | Процент сельского населения, %               | 26,26   |
|                                              | Мужское население                            | 94 608                                       | Процент мужского населения, %                | 50,01   |
|                                              | Женское население                            | 94 585                                       | Процент женского населения, %                | 49,99   |
| Плотность населения, чел/км²                 | Плотность населения, чел/км²                 | Плотность населения, чел/км²                 | Плотность населения, чел/км²                 | 63,38   |
| Население микрорегиона в % к населению штата | Население микрорегиона в % к населению штата | Население микрорегиона в % к населению штата | Население микрорегиона в % к населению штата | 0,97    |

## Статистика
- Валовой внутренний продукт на 2003 год составляет 1 144 577 567,00 реалов (данные: Бразильский институт географии и статистики).
- Валовой внутренний продукт на душу населения на 2003 год составляет 6090,95 реалов (данные: Бразильский институт географии и статистики).
- Индекс развития человеческого потенциала на 2000 год составляет 0,775 (данные: Программа развития ООН).

## Состав микрорегиона
В составе микрорегиона включены следующие муниципалитеты:
1. Бразополис
2. Консоласан
3. Кристина
4. Делфин-Морейра
5. Дон-Висозу
6. Итажуба
7. Мария-да-Фе
8. Мармелополис
9. Параизополис
10. Пирангинью
11. Пирангусу
12. Виржиния
13. Венсеслау-Брас